# Suszumnanadi
Suszumnanadi (trl. suṣumnānādī, najwdzięczniejszy kanał) – pojęcie wywodzące się z hinduizmu, jeden z trzech głównych kanałów energetycznych nadi biegnących wzdłuż kręgosłupa. Łączy on kolejno 7 głównych ćakr i wznosi mistyczną energię kundalini. Obok centralnej suszumny występuje również idanadi i pingalanadi.